# Hakmes

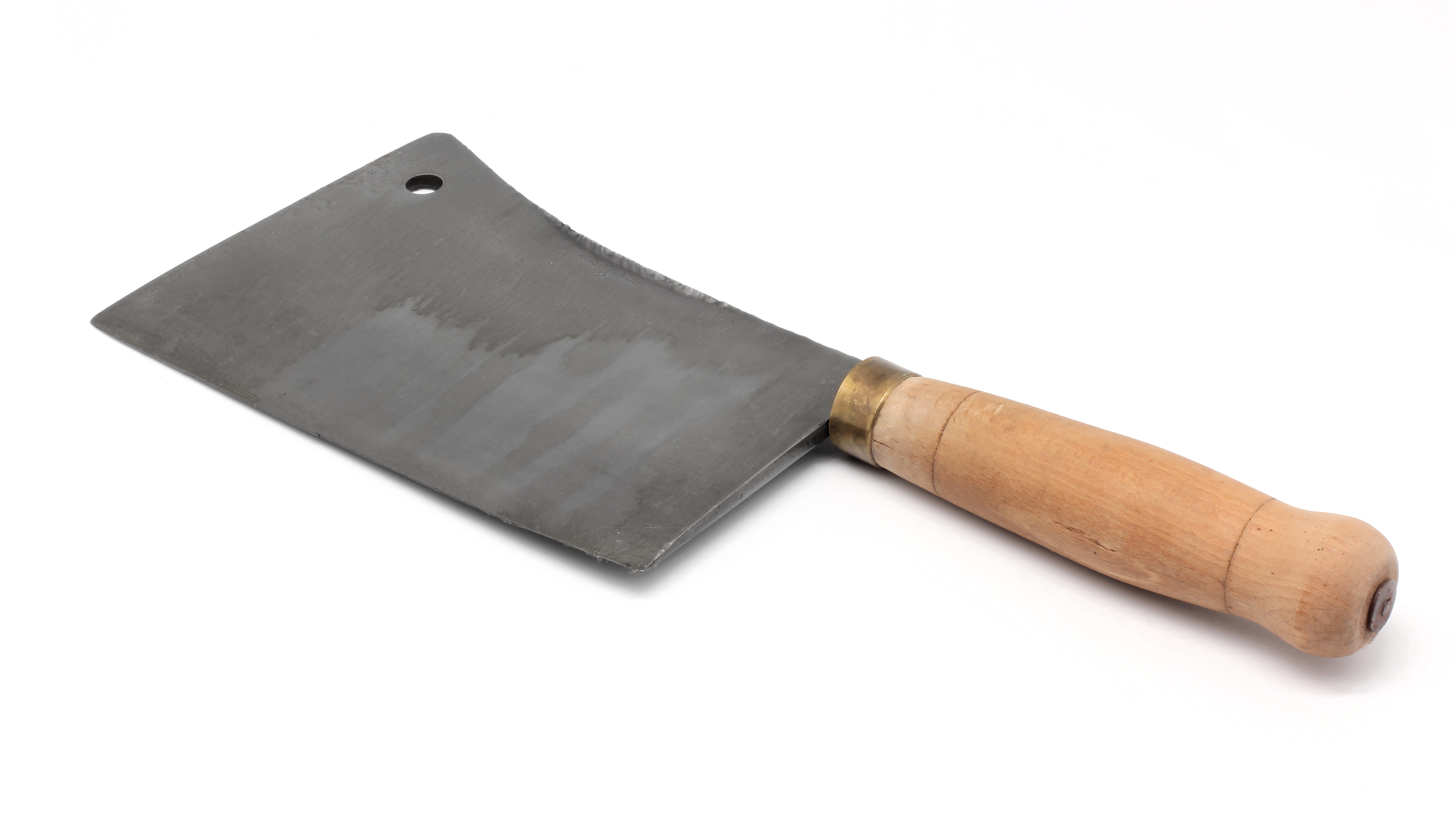
Een hakmes, met houten handvat

Een hakmes is een groot type keukenmes met rechthoekig lemmet, dat geschikt is voor het snijden en hakken van dikke stukken vlees, al dan niet met botten. De platte kant van het mes kan worden gebruikt om ingrediënten zoals knoflook te pletten en het gehakte etenswaar in de pan te scheppen.

## Eigenschappen
Een hakmes heeft een groot, rechthoekig lemmet dat gemaakt is van staal. Het heeft een hoogte van ongeveer 15 cm. Een hakmes is zwaarder dan de meeste andere keukenmessen, zodat er meer kracht kan worden gezet bij het hakken. De rug van het mes kan recht zijn of een lichte curve hebben.
Het hakmes lijkt door zijn rechthoekige vorm op een Chinees koksmes, maar verschilt op enkele punten: een hakmes is een stuk dikker en zwaarder dan een Chinees koksmes, wat het hakken van botten, kraakbeen en pezen vergemakkelijkt, en is minder scherp.
Sommige hakmessen hebben in de verre bovenhoek een gat waaraan het mes kan worden opgehangen.

## Gebruik
Door zijn grootte en gewicht is een hakmes geschikt voor het hakken van grote en harde producten, zoals bevroren vlees, vlees met botten of harde groenten en vruchten. Vanwege het grote snijvlak is het mes ook geschikt voor het snijden of hakken van grotere hoeveelheden zachte groenten. De platte kant kan gebruikt worden voor het pletten van knoflook, gember of andere specerijen, of als een hamer om vlees te stampen en mals te maken.
Vanwege de impact van het hakmes wordt als ondergrond meestal gebruikgemaakt van een stevige snijplank of hakblok.